# ساناسیدرو (تگزاس)
ساناسیدرو (به انگلیسی: San Isidro) یک منطقهٔ مسکونی در ایالات متحده آمریکا است که در شهرستان استار، تگزاس واقع شده‌است. ساناسیدرو ۲۴۰ نفر جمعیت دارد و ۸۶ متر بالاتر از سطح دریا واقع شده‌است.